# Xã Summit, Quận Boone, Arkansas
Xã Summit (tiếng Anh: Summit Township) là một xã thuộc quận Boone, tiểu bang Arkansas, Hoa Kỳ. Năm 2010, dân số của xã này là 556 người.